# Orius majusculus
Orius majusculus is een wants uit de familie van de bloemwantsen (Anthocoridae). De soort werd het eerst wetenschappelijk beschreven door Odo Reuter in 1879.

## Uiterlijk
De kleine bloemwants is macropteer en kan 2.5 tot 3 mm lang worden. De kop, het halsschild en het scutellum zijn zwart van kleur. Het halsschild is anders dan dat van de andere orius-soorten langgerekt en trapeziumvormig. De voorvleugels zijn variabel gekleurd, van geel tot donkerbruin. Het uiteinde van het verharde deel van de vleugels, de cuneus is donker. Het doorzichtige deel van de voorvleugels is licht en kleurloos, soms donker. De pootjes hebben grotendeels een gele kleur en de dijen zijn voor een deel donkerbruin.
Van de geelbruine pootjes zijn de laatste twee segmenten donkerder.

## Leefwijze
Voornamelijk de vrouwtjes van de soort komen de winter door als volwassen wants. Ze leven in vochtige gebieden op diverse grassen en kruiden en ook op wilgen. Ze jagen daar op allerlei kleine insecten zoals tripsen. De soort wordt gekweekt en gebruikt als bestrijder van tripsen in kassen.

## Leefgebied
De soort is in Nederland zeer algemeen. Het verspreidingsgebied loopt van Europa tot Mongolië en het uiterste oosten van Rusland en Noord-Afrika.